# آندره‌آ آئورلی
آندره‌آ آئورِلی (ایتالیایی: Andrea Aureli؛ زادهٔ ۵ مارس ۱۹۲۳) بازیگر اهل ایتالیا است.
از فیلم‌هایی که وی در آن نقش داشته است، می‌توان به دخترمدرسه‌ای، آخرین روزهای موسولینی، در آخرین لحظه، آن سن شیطنت و هوسبازی، تارزانا، دختر وحشی، برو بخواب کوچولوی پامرغی، صد روز در پالرمو، اولیس، شماره یک، هانیبال، شمشیر و صلیب، صلیبیون توانا، ببر هفت دریا، این دنیای دیوانهٔ دیوانهٔ ترانه، ساموآ، ملکه جنگل، پسر عقاب سیاه، بزرگ‌ترین شیادان عالم و گلادیاتور رم اشاره کرد.

## زندگی و حرفه
او در شهر ترنی به دنیا آمد و از یک دبیرستان نظری در همان شهر فارغ‌التحصیل شد. سپس در مرکز تحقیقات سینمایی در رم ثبت‌نام کرد و در سال ۱۹۴۷ از این مرکز فارغ‌التحصیل شد. از اوایل دهه ۱۹۵۰، او به عنوان بازیگر نقش‌های مکمل فعالیت می کرد و اغلب در نقش‌های ضدقهرمان و شخصیت‌های منفی نقش ایفا می‌کرد. وی در فیلم‌های ژانرهای مختلف، گاهی با نام هنری "اندرو ری" معرفی می‌شد. آئورِلی در سال ۱۹۹۸ از بازیگری بازنشسته شد و در ۵ نوامبر ۲۰۰۷ در سن ۸۴ سالگی در رم درگذشت. پسر او، مارکو، به عنوان فیلمبردار فعالیت می‌کند و گاهی نیز به بازیگری می‌پردازد.